# Hiittinen
Hiittinen est un archipel et une ancienne municipalité du sud ouest de la Finlande.
Hiittinen fait aujourd'hui partie de la municipalité de Kemiönsaari.

## Histoire
Le seul morceau de pierre runique connu de Finlande a été trouvé à Hiittinen.
À Hiittinen, il y avait une escale sur route commerciale des Varègues aux Grecs, et Kirkkosalmi entre Rosala et Hiittien est déjà mentionné dans les premières sources.
Il est difficile de dater un habitat permanent, mais des objets ont été découverts sur les îles datant du VIIIe siècle.
Au XIIIe siècle, une chapelle chrétienne fut construite sur l'île Hiittinen, qui fut abandonnée au XVIIe siècle après l'achèvement de l'église en bois actuelle.
En 1861, Hiittinen devient une municipalité  en se sépare de la municipalité de Kemiö.
En 1969, Hiittinen fusionne avec Dragsfjärd.
Depuis 2009, la zone fait partie de la municipalité de Kemiönsaari.
Kristian Gullichsen a construit sa maison d'été à Hiittinen en 1994.

## Géographie
L'archipel d'Hiitinen comprend plus de 2 000 îles et îlots.
Les principales îles de l'archipel sont Rosala et Hiittinen.
Au 1er janvier 1968, la superficie de Hiittinen était de 109,8 km2.
Et au 31 décembre 1968 elle comptait 732 habitants.
Un pont relie les îles les plus septentrionales de l'archipel à Kemiö. D'autres îles importantes avec des habitants permanents sont Högsåra, Biskopsö et Vänö.
Au sud des îles principales, l'archipel s'éclaircit et la végétation des îles diminue.
Parmi ces îles les plus connues sont Örö et Bengtskär.
Le traversier M / s Aurora de Suomen Lauttaliikenne opère de Kasnäs (fi) à Rosala, qui a une liaison routière avec le village de Hiittinen.

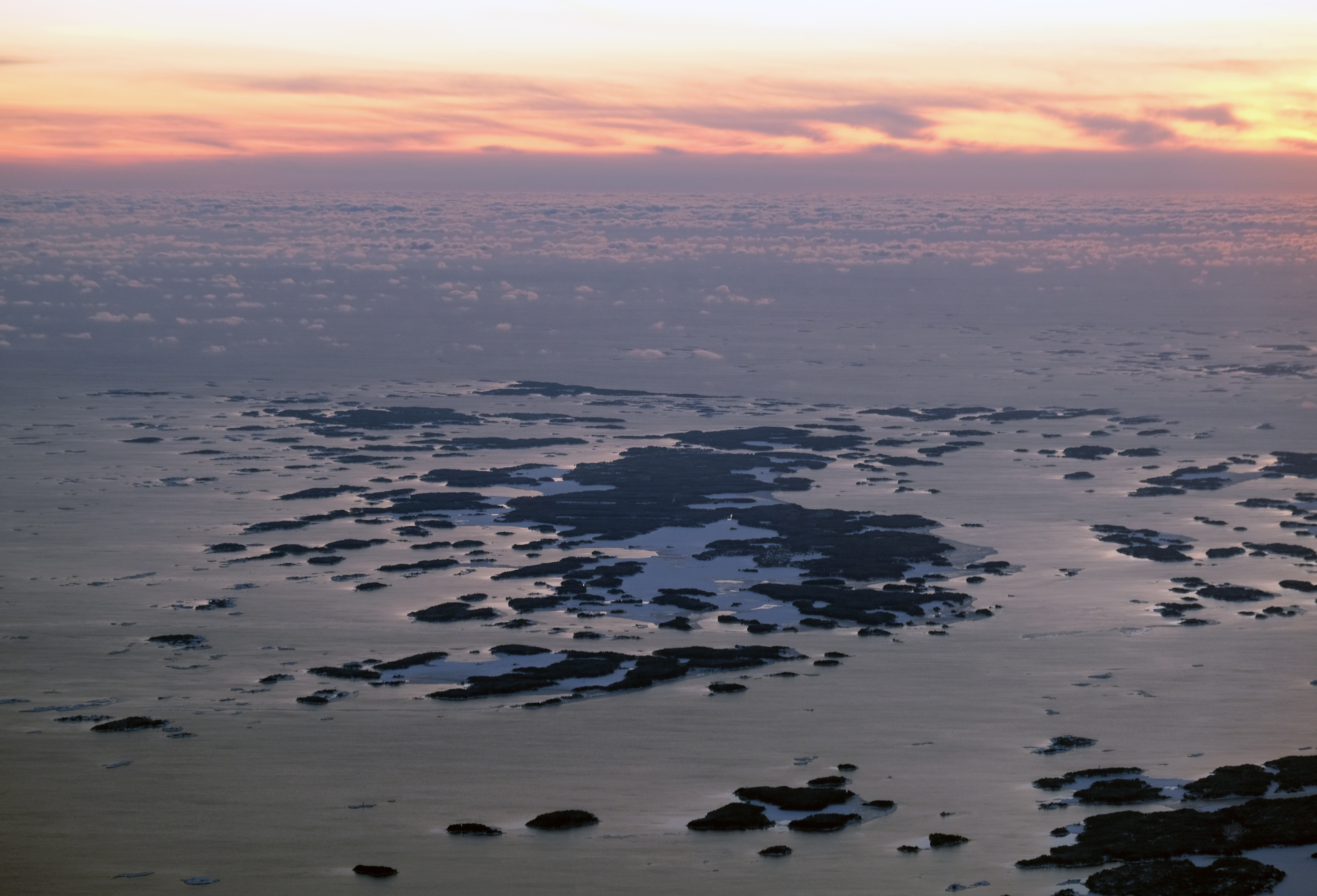
Vue aérienne de l'ile Hiittinen.